# 丸瀬布中継局
丸瀬布中継局（まるせっぷちゅうけいきょく）は、北海道遠軽町丸瀬布金山の金湧山にあるテレビジョンとFMの中継局。

## 概要
1966年にNHK北見放送局の中継局として運用を開始し、1971年にHBCの中継局が開設された。当時中継局が開設されていなかったSTV・HTB・UHBは共聴施設を通じて中継されていたが、1986年に中継局が移転され、STV・HTB・UHBの中継局も開設されたため、共聴施設は廃止された。

## 中継局概要

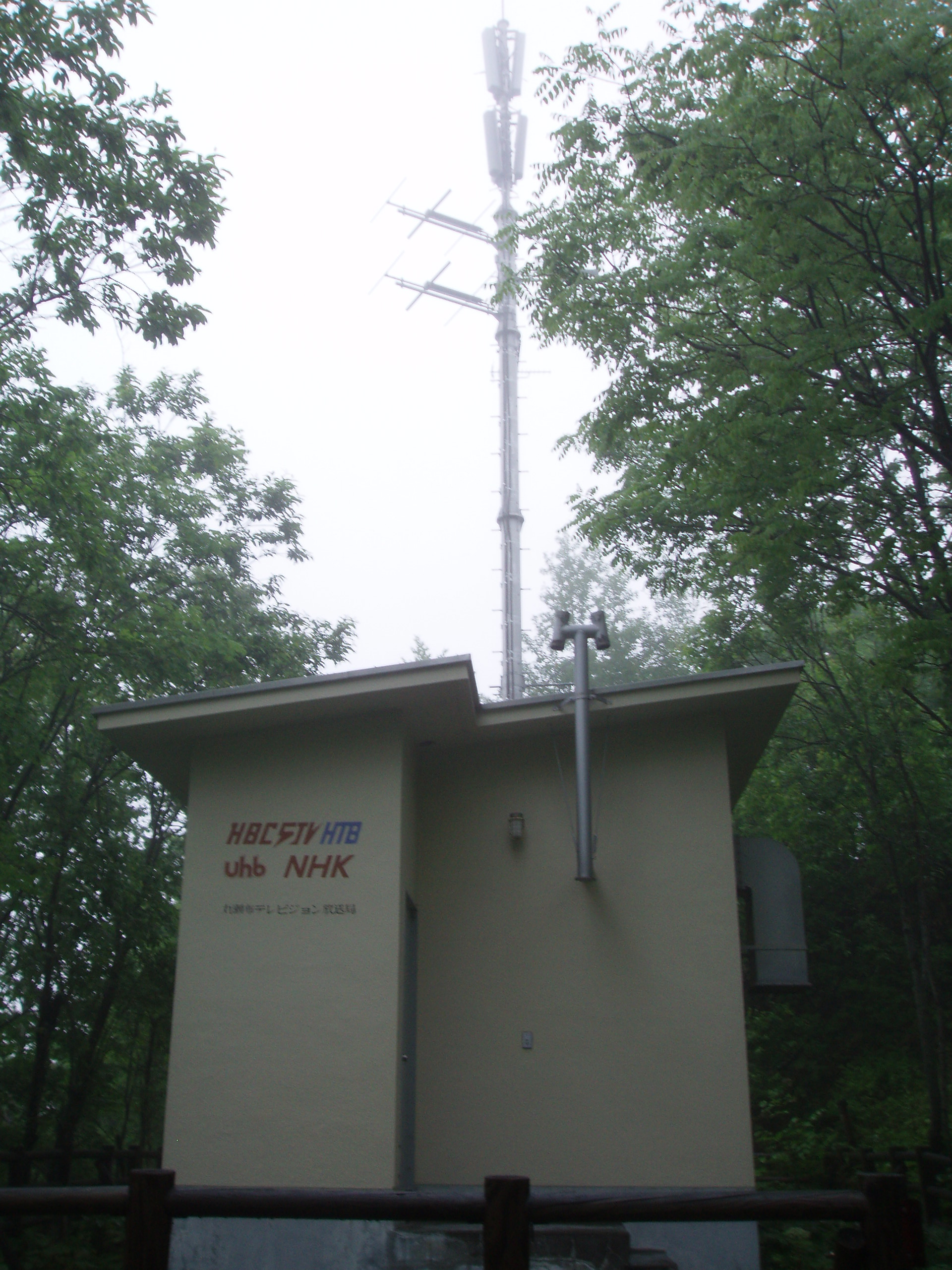
各局の送信設備

### デジタルテレビ放送
| リモコン キーID | 放送局名             | 物理 チャンネル | 空中線 電力 | ERP  | 放送対象地域 | 放送区域 内世帯数 | 運用開始日      |
| --------------- | -------------------- | --------------- | ----------- | ---- | ------------ | ----------------- | --------------- |
| 1               | HBC 北海道放送       | 47              | 3W          | 6.7W | 北海道       | 約900世帯         | 2009年 12月11日 |
| 2               | NHK 北見教育         | 42              | 3W          | 8.1W | 全国         | 約900世帯         | 2009年 12月11日 |
| 3               | NHK 北見総合         | 45              | 3W          | 8.1W | オホーツク圏 | 約900世帯         | 2009年 12月11日 |
| 5               | STV 札幌テレビ放送   | 44              | 3W          | 7W   | 北海道       | 約900世帯         | 2009年 12月11日 |
| 6               | HTB 北海道テレビ放送 | 46              | 3W          | 7W   | 北海道       | 約900世帯         | 2009年 12月11日 |
| 7               | TVh テレビ北海道     | 43              | 3W          | 7.2W | 北海道       | 約900世帯         | 2013年 11月27日 |
| 8               | UHB 北海道文化放送   | 48              | 3W          | 6.9W | 北海道       | 約900世帯         | 2009年 12月11日 |

- NHKと民放（TVhを除く）には2009年10月29日に予備免許が交付され、12月2日に試験放送を開始。12月11日に本免許が交付され、同日運用を開始した[4]。
- TVhテレビ北海道は2013年8月7日予備免許交付、2013年9月に試験放送を開始、2013年11月27日運用を開始した[3]。

### アナログテレビ放送
| チャンネル   | 放送局名             | 空中線 電力       | ERP              | 偏波面       | 放送対象地域 | 放送区域 内世帯数 | 運用開始日      |
| ------------ | -------------------- | ----------------- | ---------------- | ------------ | ------------ | ----------------- | --------------- |
| 51           | NHK 北見教育         | 映像30W/ 音声7.5W | 映像79W/ 音声20W | 水平偏波     | 全国         | 約-世帯           | 1966年 12月3日  |
| 53           | NHK 北見総合         | 映像30W/ 音声7.5W | 映像79W/ 音声20W | 水平偏波     | オホーツク圏 | 約-世帯           | 1966年 12月3日  |
| 55           | HBC 北海道放送       | 映像30W/ 音声7.5W | 映像87W/ 音声22W | 水平偏波     | 北海道       | 約-世帯           | 1971年 11月15日 |
| 57           | STV 札幌テレビ放送   | 映像30W/ 音声7.5W | 映像87W/ 音声22W | 水平偏波     | 北海道       | 約-世帯           | 1986年 11月6日  |
| 59           | HTB 北海道テレビ放送 | 映像30W/ 音声7.5W | 映像87W/ 音声22W | 水平偏波     | 北海道       | 約-世帯           | 1986年 11月6日  |
| 61           | UHB 北海道文化放送   | 映像30W/ 音声7.5W | 映像87W/ 音声22W | 水平偏波     | 北海道       | 約-世帯           | 1986年 11月6日  |
| （割当なし） | TVh テレビ北海道     | （開局せず）      | （開局せず）     | （開局せず） | （開局せず） | （開局せず）      | （開局せず）    |

### FMラジオ放送
| 周波数  | 放送局名   | 空中線 電力 | ERP | 放送対象地域 | 放送区域 内世帯数 | 運用開始日    |
| ------- | ---------- | ----------- | --- | ------------ | ----------------- | ------------- |
| 84.5MHz | NHK 北見FM | 10W         | 28W | オホーツク圏 | 不明              | 1971年 8月1日 |

## 備考

### 送信所について
- 前述のとおり、各局とも共同使用。NHKはFM局も併設している。

### 放送エリア
遠軽町丸瀬布地区。同じ遠軽町の遠軽地区と生田原地区の一部は遠軽中継局のエリア。白滝地区はケーブルテレビ（白滝ふるさとテレビ）で再送信を実施しているが、どの中継局（紋別・遠軽・丸瀬布など）を受信しているかは不明。なお、現在遠軽町のホームページでは、白滝地区内にあるケーブル放送施設を「白滝共聴施設」と案内している。